# Sonny Kittel
Sonny Kittel (ur. 6 stycznia 1993 w Gießen) – niemiecko-polski piłkarz, występujący na pozycji pomocnika w szwajcarskim klubie Grasshoppers. W latach 2009–2013 młodzieżowy reprezentant Niemiec.

## Kariera klubowa

### Kariera w Niemczech
Po zdobyciu mistrzostwa Niemiec U-17 z Eintrachtem Frankfurt w czerwcu 2010 roku, Kittel został włączony do podstawowego składu na sezon 2010/2011. 13 sierpnia 2010, w meczu Eintrachtu z SV Wilhelmshaven w Pucharze Niemiec wszedł na boisko w 84 minucie, zmieniając na nim Benjamina Köhlera. Po grze w 2. Bundeslidze w FC Ingolstadt przez trzy sezony, Kittel przeniósł się do Hamburgera SV 18 czerwca 2019 roku, podpisując czteroletni kontrakt. 

### Raków Częstochowa
20 lipca 2023 podpisał trzyletni kontrakt z mistrzem Polski Rakowem Częstochowa. W swoim debiutanckim występie, w domowym meczu 2. rundy eliminacji Ligi Mistrzów UEFA przeciwko Qarabağowi FK, zdobył zwycięską bramkę na 3:2, precyzyjnie uderzając sprzed pola karnego przyjezdnych. 5 sierpnia 2023 zadebiutował w polskiej Ekstraklasie, w zremisowanym 2:2 spotkaniu przeciwko Warcie Poznań.
1 lutego 2024 został wypożyczony do Western Sydney Wanderers FC.

## Kariera reprezentacyjna
Kittel występował w młodzieżowej reprezentacji Niemiec na poziomie U-16, U-17, U-18 i U-20. W listopadzie 2017 roku wyraził chęć gry w reprezentacji Polski.

## Statystyki kariery

### Klubowe
(aktualne na dzień 11 sierpnia 2023)
| Klub                   | Sezon              | Liga               | Liga  | Liga   | Puchar kraju | Puchar kraju | Europa | Europa | Inne  | Inne   | Suma  | Suma   |
| Klub                   | Sezon              | Liga               | Mecze | Bramki | Mecze        | Bramki       | Mecze  | Bramki | Mecze | Bramki | Mecze | Bramki |
| ---------------------- | ------------------ | ------------------ | ----- | ------ | ------------ | ------------ | ------ | ------ | ----- | ------ | ----- | ------ |
| Eintracht Frankfurt II | 2012/13            | Regionalliga       | 4     | 0      | —            | —            | —      | —      | —     | —      | 4     | 0      |
| Eintracht Frankfurt II | 2013/14            | Regionalliga       | 4     | 1      | —            | —            | —      | —      | —     | —      | 4     | 1      |
| Eintracht Frankfurt II | Łącznie            | Łącznie            | 8     | 1      | 0            | 0            | 0      | 0      | 0     | 0      | 8     | 1      |
| Eintracht Frankfurt    | 2010/11            | Bundesliga         | 8     | 0      | 6            | 0            | —      | —      | —     | —      | 14    | 0      |
| Eintracht Frankfurt    | 2011/12            | 2. Bundesliga      | 11    | 3      | —            | —            | —      | —      | —     | —      | 11    | 3      |
| Eintracht Frankfurt    | 2012/13            | Bundesliga         | 6     | 0      | 0            | 0            | —      | —      | —     | —      | 6     | 0      |
| Eintracht Frankfurt    | 2013/14            | Bundesliga         | 0     | 0      | —            | —            | 2      | 0      | —     | —      | 2     | 0      |
| Eintracht Frankfurt    | 2014/15            | Bundesliga         | 18    | 0      | 0            | 0            | —      | —      | —     | —      | 18    | 0      |
| Eintracht Frankfurt    | 2015/16            | Bundesliga         | 8     | 0      | 0            | 0            | —      | —      | —     | —      | 8     | 0      |
| Eintracht Frankfurt    | Łącznie            | Łącznie            | 51    | 3      | 6            | 0            | 2      | 0      |       |        | 59    | 3      |
| Ingolstadt             | 2016/17            | Bundesliga         | 20    | 2      | 1            | 0            | —      | —      | —     | —      | 21    | 2      |
| Ingolstadt             | 2017/18            | 2. Bundesliga      | 33    | 10     | 2            | 0            | —      | —      | —     | —      | 35    | 10     |
| Ingolstadt             | 2018/19            | 2. Bundesliga      | 31    | 10     | 1            | 1            | —      | —      | 2     | 0      | 34    | 11     |
| Ingolstadt             | Łącznie            | Łącznie            | 84    | 22     | 4            | 1            | 0      | 0      | 2     | 0      | 90    | 23     |
| HSV                    | 2019/20            | 2. Bundesliga      | 31    | 11     | 2            | 1            | —      | —      | —     | —      | 33    | 12     |
| HSV                    | 2020/21            | 2. Bundesliga      | 31    | 9      | 1            | 0            | —      | —      | —     | —      | 32    | 9      |
| HSV                    | 2021/22            | 2. Bundesliga      | 33    | 9      | 5            | 0            | —      | —      | 2     | 0      | 40    | 9      |
| HSV                    | 2022/23            | 2. Bundesliga      | 31    | 5      | 2            | 0            | —      | —      | 2     | 1      | 35    | 6      |
| HSV                    | Łącznie            | Łącznie            | 126   | 34     | 10           | 1            | 0      | 0      | 4     | 1      | 140   | 36     |
| Raków Częstochowa      | 2023/24            | Ekstraklasa        | 2     | 0      | 0            | 0            | 3      | 1      | —     | —      | 5     | 1      |
| Łącznie w karierze     | Łącznie w karierze | Łącznie w karierze | 271   | 60     | 20           | 2            | 5      | 1      | 6     | 1      | 302   | 64     |

## Życie prywatne
Obok niemieckiego, ma również obywatelstwo polskie.